# Parque Nacional de Gyeongju
Parque Nacional de Gyeongju ( hangul: 경주국립공원) é um parque nacional em Gyeongju, província de Gyeongsangbuk-do,, Coreia do Sul. É o único parque nacional histórico do país.
O parque foi designado o primeiro parque nacional do país em 31 de dezembro de 1968. O parque inclui muitos dos principais locais históricos de Silla na cidade de Gyeongju.
O parque é dividido em oito seções separadas que não estão conectadas entre si. Elas são: Gumisan e Danseoksan, a oeste do centro da cidade; Hwarang, Seoak, Sogeumgang e Namsan, que ficam no coração de Gyeongju; Tohamsan, a leste; Daebon, localizada na costa do Mar do Japão (também conhecido como Mar do Leste).